# شرکت مختلط
شرکت مختلط (به انگلیسی: Limited Partnership) گونه‌ای شرکت تجاری است، که در آن چندین شخص به صورت شراکتی، فعالیت‌های کارآفرینی مستقلی را تحت نام یک شرکت اجرا می‌کنند. در شرکت مختلط، تعهدات یک یا چندین شریک در قبال بستانکاران این شرکت، محدود به سرمایه‌های آنان در شرکت است (شرکای دارای مسئولیت محدود)، در حالی‌که دیگر شرکاء شخصاً در قبال بدهی شرکت مسئولیت دارند، که این موضوع، شرکت مختلط را از شرکت تضامنی و مسئولیت محدود متمایز می‌نماید.

## انواع شرکت‌های مختلط
در قانون تجارت ایران شرکت‌های مختلط با دو نوع شرکت مختلط سهامی و شرکت مختلط غیر سهامی دسته‌بندی شده‌اند که هر کدام قوانین منحصر به خود را دارند. از همین رو برای توضیح شرکت‌های مختلط باید دو نوع آن را مورد بررسی قرار دهیم.
شرکت‌های مختلط غیرسهامی، شرکت‌هایی هستند که برای امور تجاری و با یک یا چند نفر شریک ضامن و یک یا چند نفر شریک ضامن و یک یا چند نفر شریک با مسئولیت محدود و بدون انتشار سهام تشکیل می‌شوند.
در مقابل شرکت‌های مختلط سهامی با یک یا چند نفر شریک ضامن و یک یا چند نفر شریک سهامی ایجاد می‌شوند. شرکاء سهامی کسانی هستند که سرمایه آن‌ها به صورت سهام درآمده و مسئولیت هر کسی بر اساس سهامی است که در شرکت وارد کرده است. اما مسئولیت شرکا ضامن در مقابل طلبکاران و روابط آن‌ها با یک دیگر درست مشابه قوانین شرکت تضامنی محاسبه می‌شوند.